# Орден Хайле Селассие I
Орден Хайле Селассие I — династическая (частная) награда Императорского дома Эфиопии.

## История
Орден Хайле Селассие I был учрежден в эмиграции старшим сыном императора Хайле Селассие I 23 июня 1992 года наследным принцем Асфа Уосэном, провозглашенным в изгнании Императором Эфиопии Асфа Селассие I.
Орден предназначается для награждения за панафриканскую деятельность и за заслуги перед Африканским континентом.
Орденом Хайле Селассие I были награждены несколько африканских королей, президентов и премьер-министров, а также посмертно музыкант Боб Марли .

## Степени
Орден имеет две степени:
- Большая цепь (обладатели которой имеют право на использование после фамилии аббревиатуры "GCHS")
- Кавалер ордена (обладатели которой имеют право на использование после фамилии аббревиатуры "ОHS")

## Инсигнии
Лента ордена светло-голубая, с тонкой каймой из красно-жёлто-зеленых полос по бокам.